# Syria Justice and Accountability Centre
Le Syria Justice and Accountability Centre (SJAC) ou Centre syrien pour la justice et la responsabilité est une organisation à but non lucratif de documentation juridique qui surveille et signale les violations commises par divers acteurs dans le conflit syrien. Sa documentation comprend des données sur le gouvernement syrien, les forces d'opposition, l’État islamique et des acteurs étrangers,. L'organisation est créée par le groupe des Amis du peuple syrien en 2012, et a pour objectif déclaré de préserver la documentation et de créer une source centralisée pour la collecte de données. Le SJAC travaille principalement sur des questions liées à la justice transitionnelle, à la responsabilité pénale et aux violations des droits de l'homme en Syrie.
SJAC est une organisation basée à Washington DC qui a du personnel et des analystes en Europe et aux États-Unis. Il a également des documentalistes qui recueillent des déclarations de témoins sur des crimes contre l'humanité en Turquie, en Syrie et en Irak,. Le SJAC collabore souvent avec des chercheurs et des organisations de défense des droits de l'homme et de la justice dans l'Union européenne et en Syrie.

## Mécanismes de documentation actuels

### Compte-rendu de procès
L'équipe juridique du SJAC en Allemagne rend compte des procès des personnes accusées d'avoir commis des crimes de guerre et crimes contre l'humanité en Syrie. Deux observations de procès en cours menées par le SJAC sont ceux du Procès de Coblence, où est jugé Anwar Raslan, et où a été jugé Eyad Al-Gharib (condamné à quatre ans et demi de prison pour son rôle dans le transport en connaissance de cause de détenus vers des lieux de détention où ils risquaient d'être systématiquement torturés et maltraités),, et le procès d'Alaa M., un médecin allemand accusé d'avoir commis des crimes contre l'humanité 
Le SJAC suit également le procès de Alaa M., médecin syrien accusé de tortures, crimes contre l'humanité et exactions qu'il aurait commis à l'hôpital de Homs, alors qu'il était employé par le régime syrien,.

### Personnes disparues
Le SJAC travaille avec plusieurs équipes d'intervenants en Syrie qui exhument et enquêtent sur des fosses communes et documentent des informations sur les personnes disparues en Syrie. Le SJAC travaille avec l'équipe Argentine Forensic Anthropology Team (en)  pour dispenser une formation en Syrie sur la manière d'exhumer, d'examiner et de documenter avec précision les fosses communes et les restes humains. 

### Formation à la documentation
Le SJAC dispense une formation en arabe, à la fois sur place et à distance, à ceux qui s'efforcent de récupérer les dépouilles et de découvrir les personnes disparues en Syrie.  Le matériel de formation fourni par le SJAC comprend des vidéos, des fiches d'information et des questionnaires destinés à préparer les individus à recueillir des preuves de crimes et de disparitions forcées.

### Conservation des documents gouvernementaux
Le SJAC conserve 5 003 documents gouvernementaux trouvés dans les anciens bureaux de renseignement du régime syrien. Les documents ont survécu aux bombardements pendant le conflit à Raqqa et Homs et ont ensuite été passés en contrebande par des militants de Syrie en Turquie. Les documents détaillent des cas où des représentants du gouvernement ont torturé et espionné des Syriens avant le conflit syrien. Des documents ultérieurs contiennent des preuves d'une autorisation générale du  aux  forces de sécurité à recourir à la force contre les manifestations pacifiques et les soulèvements pendant le printemps arabe de 2011. 
Dans une interview pour France24, le SJAC affirme avoir identifié un certain nombre de documents qui pourraient plus tard être utilisés pour des poursuites pénales contre des représentants du gouvernement syriens qui s sont livrés à des crimes de guerre et des crimes contre l'humanité.  Une analyse plus approfondie par des organisations extérieures sera nécessaire pour déterminer si et comment la poursuite d'un ancien fonctionnaire serait possible en vertu du droit international actuel.

## Analyse
Le SJAC publie des articles, un blog et des rapports sur la justice transitionnelle, les violations des droits humains, les crimes de guerre, le droit international, les problèmes des réfugiés et la réponse de la communauté internationale au conflit syrien. Les articles de blog et publications récentes se concentrent sur les événements actuels, les défis auxquels sont confrontés les réfugiés et l'observation des procès de Syriens accusés de crimes contre l'humanité.
En janvier 2021, l'organisation dépose une communication auprès du bureau du procureur de la Cour pénale internationale demandant une enquête sur les crimes commis contre les réfugiés syriens qui tentent de traverser la frontière avec la Grèce. La communication est déposée en réponse aux accusations selon lesquelles les garde-côtes européens (Frontex) auraient endommagé des bateaux de migrants et mis en danger des vies en repoussant les bateaux des eaux territoriales grecques. L'affaire est actuellement examinée par la CPI qui déterminera s'il convient de mener une enquête plus large.
En octobre 2022, le SJAC publie un rapport d'enquête intitulé « Leave No Traces. The Burning and Disposal of Human Remains by the Syrian Government » (« Ne pas laisser de trace. L'incinération et l'élimination des restes humains par le gouvernement syrien »), qui démontre notamment l’implication d’une division de l’armée et d’une branche des renseignements militaires dans ce type de pratiques dans la région de Deraa, en 2012 grâce à « plus de 400 photos, ainsi qu’une centaine de vidéos » contenues dans des téléphones et ordinateur portables appartenant à des membres des forces du régime syrien,,.

## Bayanat
Bayanat est un logiciel de base de données relationnelle créé par SJAC qui trie et organise de grands ensembles de données numériques open source. Il a été développé en 2014 et contient plus de 1,8 million de données qui documentent principalement les violations des droits humains en Syrie par les auteurs des parties au conflit. La base de données a été rendue publique pour la première fois sur GitHub en décembre 2020. Le SJAC partage ces données avec le Mécanisme international impartial et indépendant ainsi qu'avec d'autres mécanismes judiciaires qui utilisent la documentation des violations perpétrées pendant le conflit syrien.